# Ordelaffi
Die Ordelaffi waren eine Familie, die mit Unterbrechungen als Signoria über die Stadt Forlì zwischen dem Ende des 13. und dem Beginn des 16. Jahrhunderts herrschten.

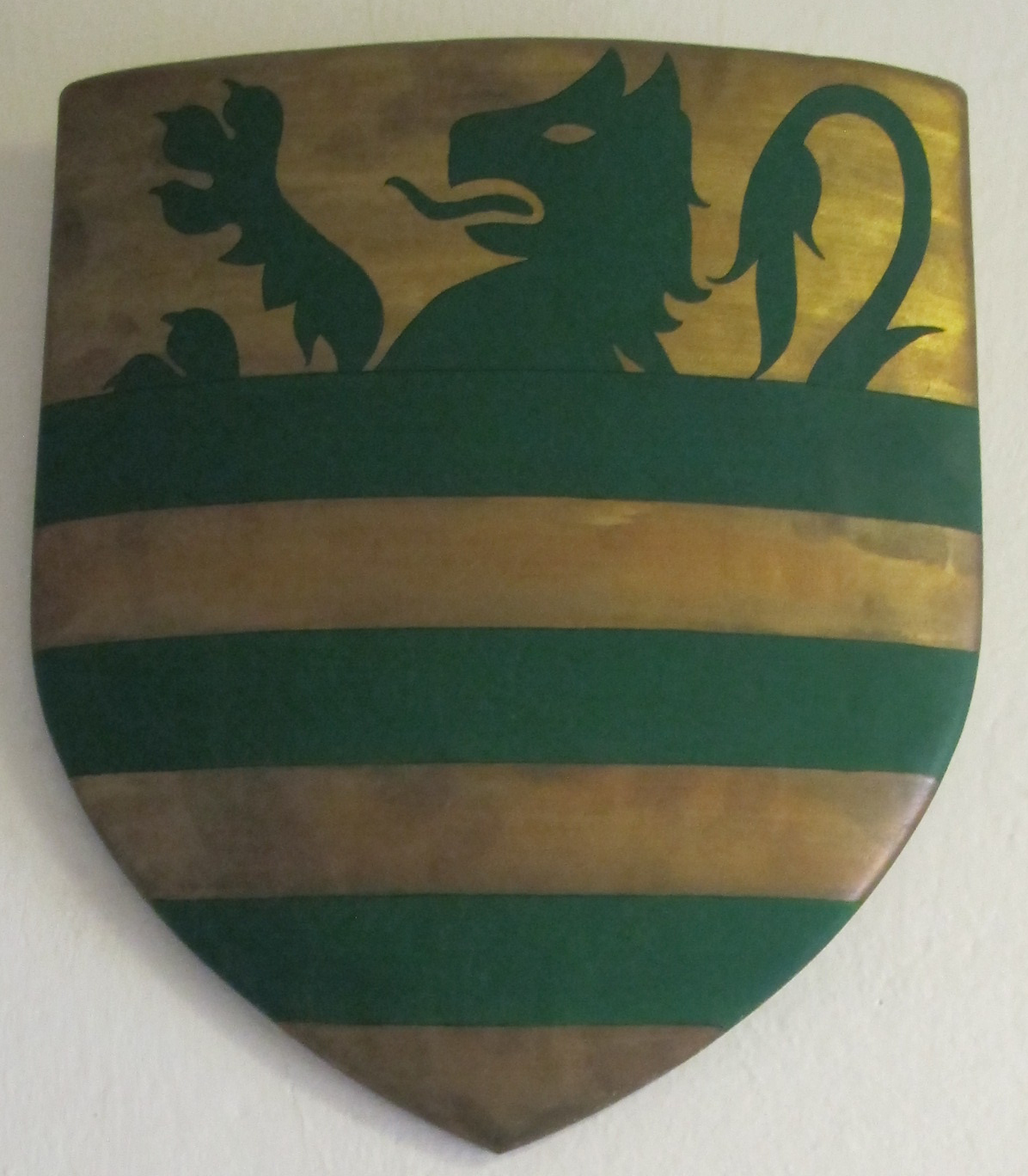
Wappen der Ordelaffi auf der Casa di Dante in Florenz

## Geschichte

### Herkunft
Die Familie ist wahrscheinlich germanischen oder venezianischen Ursprungs. Ein Ordelaffi wird in der Stadtchronik erstmals Mitte des 12. Jahrhunderts erwähnt, nachdem er von seinem Landsitz in die Stadt, in die Contrada Santa Croce, gezogen war.
Es gibt die Hinweis auf einen Lor (oder Alor oder Aloro) de Laffia oder dell'Affia (von dem die Familie Ordelaffi abstammt), einen Hauptmann germanischer Herkunft, der 889 von Berengar I. angeworben wurde, um einige Städte zugunsten des Reiches zurückzuerobern. Mit Sicherheit ist bekannt, dass Lor de Laffia im Jahr 889 Waffenmeister in einem Forlì war, das den Quellen zufolge sich als freie Gemeinde selbst zu verwalten begann (eine grundlegende Tatsache in der Stadtgeschichte).
Im Jahr 910 versuchte Lor de Laffia, die Macht in Forlì an sich zu reißen, wurde jedoch von der Bevölkerung vertrieben und musste zunächst nach Ravenna und dann nach Venedig flüchten. Einer Legende zufolge änderte ein Zweig der Familie, der von Lor de Laffia abstammte, seinen Namen, indem er die Buchstaben umkehrte: von Ordelaf zu Faledro oder Faliero, eine Familie, die mehrere Dogen stellte; einer von ihnen trug den Namen Ordelaffo Falier.

### Signori von Forli
Die Familie Ordelaffi übernahm jedoch Ende des 13. Jahrhunderts die Macht in der Stadt Forlì, einer Hochburg der Ghibellinen. Die Herrschaft erstreckte sich auf Castrocaro, Forlimpopoli und Cesena und blieb bis 1359 und erneut zwischen 1376 und 1480 in ihren Händen. In den Jahren 1503–1504 erfolgte eine kurze Rückkehr.

## In der Göttlichen Komödie

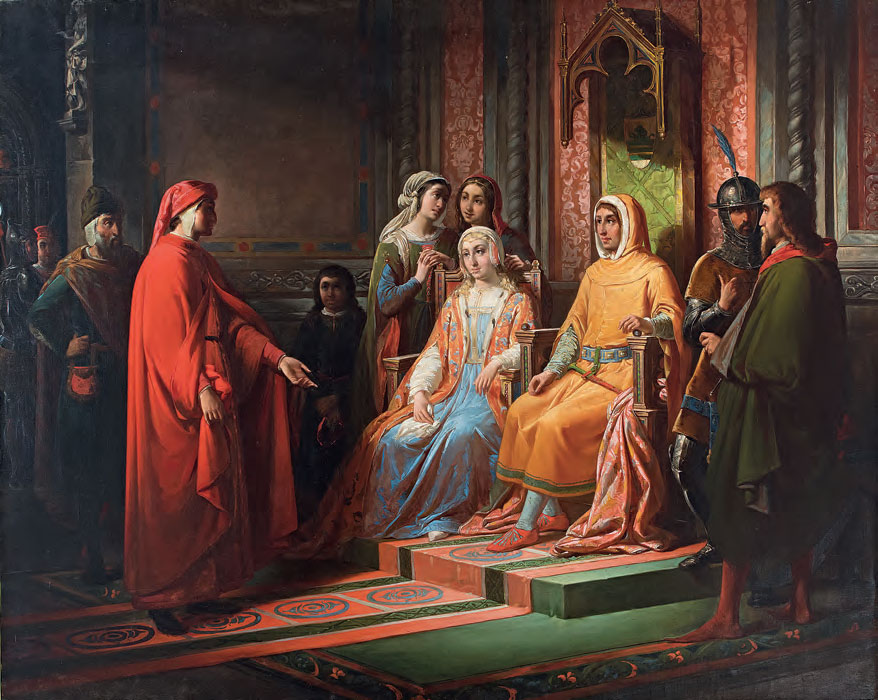
Dante und Scarpetta Ordelaffi von Pompeo Randi

Als Signori von Forli werden sie in Dantes Göttlicher Komödie erwähnt.

„La terra che fé già la lunga prova / e di Franceschi sanguinoso mucchio, / sotto le branche verdi si ritrova“

In dem Zitat beziehen sich die „grünen Kiemen“ (ital=branche verdi) auf die Klauen des zügellosen Löwen aus dem Wappen der Familie Ordelaffi.

## Die Linie
- Scarpetta I Ordelaffi, war 997 Hauptmann von Forlì
- Scarpetta Ordelaffi, beauftragte Michele di Silvestro Merenda im Jahr 1044 mit dem Wiederaufbau von Forlimpopoli
- Faledro Ordelaffi, nahm zusammen mit anderen aus Forlì stammenden Personen wie Mazzone Allegretti und Merlino Merenda am ersten Kreuzzug teil
- Teobaldo Ordelaffi (Anführer der Ghibellinen in Forlì, verstorben 1296)
- Peppo Ordelaffi, Bischof von Forlì, möglicherweise Eindringling im Jahr 1303
- Scarpetta Ordelaffi (verstorben nach 1317), Erster Ordelaffi als Herr von Forlì, von 1295 bis 1315
- Pino I. Ordelaffi, Herr von Bertinoro von 1306 bis 1310
- Francesco I. Ordelaffi, bekannt als Cecco I, Bruder von Scarpetta, hatte die Herrschaft zwischen 1315 und 1331 inne
- Francesco II. Ordelaffi (verstorben 1374), auch bekannt als Francesco Ordelaffi il Grande, hatte die Herrschaft zwischen 1331 und 1359 inne
- Marzia Ordelaffi, genannt Cia, Francescos Ehefrau, unterstützte seine Politik auch kämpferisch und wurde so zu einer legendären Kriegerin
- Sinibaldo Ordelaffi (1336–1386), hatte die Herrschoft von 1376 bis zu seinem Tod inne
- Giovanni Ordelaffi (1355–1399), Glücksritter
- Pino II Ordelaffi, hatte die Herrschaft von 1386 bis zu seinem Tod 1402 inne
- Francesco III. Ordelaffi (1349–1405), hatte die Herrschaft von 1402 bis zu seinem Tod inne
- Scarpetta Ordelaffi, Sohn von Francesco, Bischof von Forlì von 1391 bis 1401
- Giorgio Ordelaffi (verstorben 1423), hatte die Herrschaft von 1411 bis zu seinem Tod inne
- Tebaldo Ordelaffi (1413–1425), hatte die Herrschaft von 1423 bis zu seinem Tod inne
- Antonio Ordelaffi, hatte die Herrschaft von 1433 bis 1436 und von 1438 bis 1448 inne
- Francesco IV. Ordelaffi (1435–1466), bekannt als Cecco IV., hatte die Herrschaft von 1448 bis zu seinem Tod inne
- Pino III. Ordelaffi (1440–1480), Bruder von Cecco IV., hatte die Herrschaft von 1466 bis zu seinem Tod inne
- Sinibaldo II. Ordelaffi (1467–1480), jüngster Sohn von Pino III. und Cecco Ordelaffi (1461–1488), Sohn von Francesco IV. und Elisabetta Manfredi, stritten sich nach dessen Tod um die Herrschaft. Danach kam Forli unter päpstliche Herrschaft.
- Antonio Maria Ordelaffi (1460–1504), Sohn von Cecco IV., hatte die Herrschaft von 1503 bis zu seinem Tod inne. Mit seinem Tod starb der Hauptzweig der Familie aus
- Ludovico II. Ordelaffi (?–1504), Herr von Forlì von. 6. Februar 1504 bis 3. April 1504. Letztes Mitglied er Familie Ordelaffi.

## Paläste und Burgen
- Palazzo Comunale von Forlì, bestand bereits im 14. Jahrhundert und wurde von der Familie ab 1412 bewohnt. Später wurde es umfassend umgestaltet und ist heute das Rathaus.
- Palazzo Albicini, ein Teil der alten Ordelaffi-Häuser, befindet sich im Corso Giuseppe Garibaldi in Forlì.
- Rocca di Ravaldino in Forlì aus dem 14. Jahrhundert
- Rocca di Forlimpopoli, erbaut zwischen 1380 und 1400, heute Sitz des Museo Archeologico Civico.
- Castello di Predappio Alta, erbaut im 10. Jahrhundert und 1471 unter der Herrschaft von Pino III. Ordelaffi befestigt.

## Venezianischer Ordelaffi-Zweig
Andere Nachkommen von Lor de Laffia zogen in die Republik Venedig und änderten ihren Nachnamen in Faliero oder Faledro, die umgekehrte Form von Ordelaf. Der Zweig der Falier wurde auch in Venedig mächtig, und hatte im frühen 12. Jahrhundert zwei Dogen: Vitale Falier (1084–1095) und Ordelafo Falier (1102–1117).
Im Jahr 1211 waren die Falier die ersten venezianischen Siedler im Herzogtum Candia (dem heutigen Kreta) und begannen einen profitablen Handel mit anderen Mittelmeerstaaten.
Der Niedergang dieser Familie begann 1355, als der Doge Marino Falier versuchte, einen Staatsstreich in Venedig zu organisieren und eine Monarchie zu errichten, was ihm jedoch misslang und er enthauptet wurde. Obwohl es weitere prominente Falieros gab, erreichten sie nie wieder das Amt des Dogen, und starben gegen Ende des 14. Jahrhunderts aus.